# Reincarnation no Kaben
Reincarnation no Kaben (リィンカーネーションの花弁 Rīnkānēshon no Kaben?), también conocida como Pétalos de reencarnación en España, es una serie de manga japonesa escrita e ilustrada por Mikihisa Konishi. Comenzó a serializarse en la revista Monthly Comic Blade de Mag Garden en mayo de 2014. Después de que la revista publicara su número final en julio, la serie fue transferida al sitio web de Comic Blade en septiembre de ese mismo año. Una adaptación de la serie al anime producida por Benten Film se estrenará en 2026.

## Personajes
Tōya Senji (扇寺東耶 Senji Tōya?)
 Seiyū: Shōya Chiba
Haito Luo Buffett (灰都・ルオ・ブフェット Haito Ruo Bufetto?)
 Seiyū: Wakana Maruoka
John V. Neumann (ジョン・V・ノイマン Jon V. Noiman?)
 Seiyū: Ayane Sakura

## Contenido de la obra

### Manga
Escrita e ilustrada por Mikihisa Konishi, Reincarnation no Kaben comenzó a serializarse en la revista Monthly Comic Blade de Mag Garden el 30 de mayo de 2014. Después de que la revista publicara su número final el 30 de julio de ese mismo año, la serie fue transferida al sitio web de Comic Blade el 1 de septiembre. Sus capítulos individuales se han recopilado en veintiún volúmenes tankōbon hasta la fecha.
La serie está licenciada digitalmente en inglés por Mangamo. Editorial Hidra obtuvo la licencia en España.

#### Lista de volúmenes
| Volúmenes de manga publicados | Volúmenes de manga publicados | Volúmenes de manga publicados | Volúmenes de manga publicados | Volúmenes de manga publicados |
| Número                        | Fecha de lanzamiento          | ISBN                          | Fecha de lanzamiento          | ISBN                          |
| ----------------------------- | ----------------------------- | ----------------------------- | ----------------------------- | ----------------------------- |
| 1                             | 10 de noviembre de 2014       | ISBN 978-4-80-000376-8        | 5 de julio de 2021            | ISBN 978-84-18359-73-6        |
| 2                             | 9 de mayo de 2015             | ISBN 978-4-80-000453-6        | 22 de noviembre de 2021       | ISBN 978-84-18359-74-3        |
| 3                             | 10 de octubre de 2015         | ISBN 978-4-80-000505-2        | 13 de diciembre de 2021       | ISBN 978-84-18359-75-0        |
| 4                             | 10 de marzo de 2016           | ISBN 978-4-80-000542-7        | 3 de octubre de 2022          | ISBN 978-84-19266-34-7        |
| 5                             | 10 de septiembre de 2016      | ISBN 978-4-80-000613-4        | 5 de diciembre de 2022        | ISBN 978-84-19266-35-4        |
| 6                             | 9 de junio de 2017            | ISBN 978-4-80-000693-6        | 10 de abril de 2023           | ISBN 978-84-19266-36-1        |
| 7                             | 9 de diciembre de 2017        | ISBN 978-4-80-000735-3        | 17 de julio de 2023           | ISBN 978-84-19266-37-8        |
| 8                             | 10 de julio de 2018           | ISBN 978-4-80-000787-2        | 25 de septiembre de 2023      | ISBN 978-84-19266-38-5        |
| 9                             | 10 de enero de 2019           | ISBN 978-4-80-000821-3        | 19 de marzo de 2024           | ISBN 978-84-19266-39-2        |
| 10                            | 10 de agosto de 2019          | ISBN 978-4-80-000882-4        | 8 de julio de 2024            | ISBN 978-84-19266-40-8        |
| 11                            | 10 de enero de 2020           | ISBN 978-4-80-000929-6        | 14 de abril de 2025           | ISBN 978-84-19266-41-5        |
| 12                            | 7 de agosto de 2020           | ISBN 978-4-80-001000-1        | —                             | —                             |
| 13                            | 9 de enero de 2021            | ISBN 978-4-80-001042-1        | —                             | —                             |
| 14                            | 9 de julio de 2021            | ISBN 978-4-80-001109-1        | —                             | —                             |
| 15                            | 8 de enero de 2022            | ISBN 978-4-80-001165-7        | —                             | —                             |
| 16                            | 7 de agosto de 2022           | ISBN 978-4-80-001225-8        | —                             | —                             |
| 17                            | 10 de enero de 2023           | ISBN 978-4-80-001284-5        | —                             | —                             |
| 18                            | 10 de julio de 2023           | ISBN 978-4-80-001348-4        | —                             | —                             |
| 19                            | 10 de enero de 2024           | ISBN 978-4-80-001412-2        | —                             | —                             |
| 20                            | 7 de agosto de 2024           | ISBN 978-4-80-001481-8        | —                             | —                             |
| 21                            | 10 de febrero de 2025         | ISBN 978-4-80-001552-5        | —                             | —                             |

### Anime
El 1 de agosto de 2024 se anunció una adaptación de la serie a serie de televisión de anime. La serie está producida por Benten Film y dirigida por Shun Kudō, con Kōsuke Murayama como asistente de dirección, Atsuo Ishino encargándose de la composición de la serie, Haruna Katō diseñando los personajes y Kohta Yamamoto componiendo la música. Su estrenará en 2026. Sentai Filmworks licenció la serie para su transmisión en Hidive.